# 人工合成結晶牛胰島素

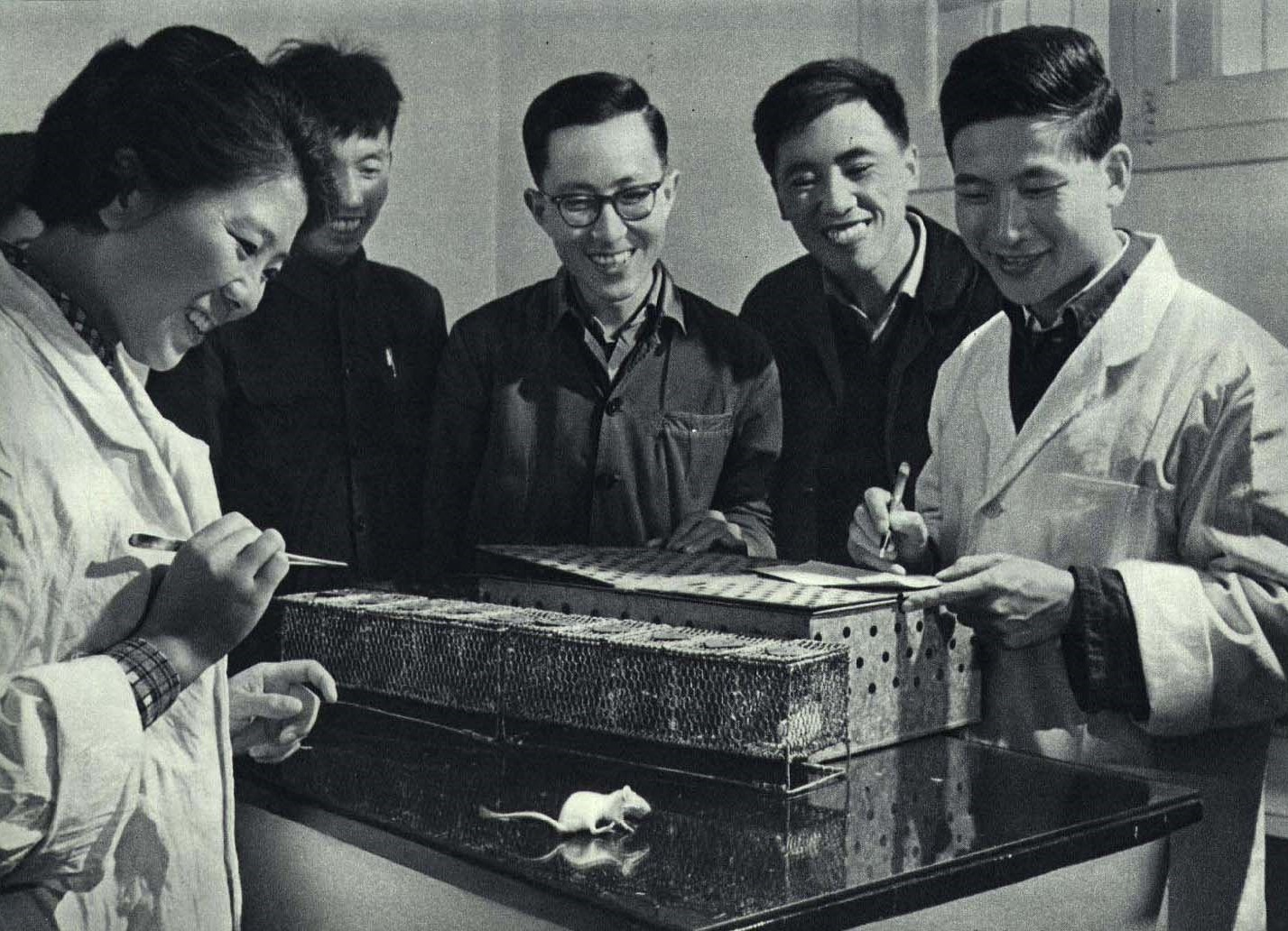
人工合成结晶胰岛素白鼠实验

人工合成結晶牛胰島素（synthetic crystalline bovine insulin）是一項中華人民共和國於1965年達成的科學成就。人工合成牛胰島素是世界上首個在體外全合成且仍具有完整結構的功能性蛋白質。該研究項目於1958年上馬，研究團隊由來自北京大學化學系、中国科学院上海生物化學研究所、中国科学院上海有机化学研究所的研究者組成。
胰島素屬於蛋白質（多肽）類激素，由A鏈和B鏈兩條肽鏈組成，其中A鏈由21個氨基酸殘基構成，B鏈由30個氨基酸殘基構成。胰島素參與調控血糖濃度控制，1型糖尿病即與胰島素合成分泌異常密切相關，注射胰島素則可用於治療1型糖尿病。
人工合成牛胰島素研究團隊成員鈕經義曾因對該項目做出了重要貢獻而在1979年獲得諾貝爾化學獎提名。然而，他最終並未能獲得當年諾貝爾化學獎。對於未能獲諾貝爾獎一事，中國大陸的互聯網上有許多相關謠言廣泛流傳。

## 背景

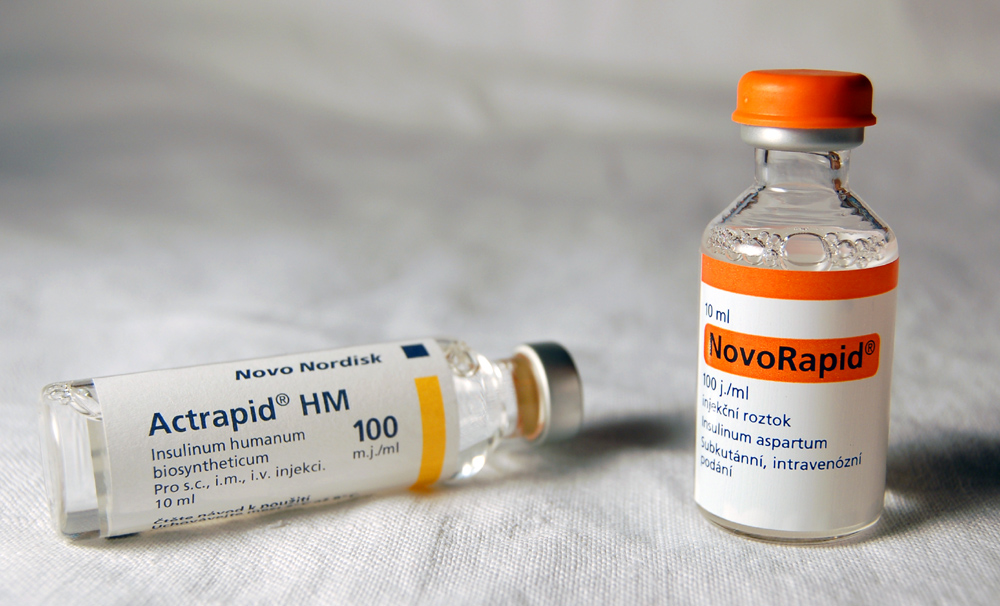
胰島素可用於治療1型糖尿病

胰島素是一種蛋白質（多肽）類激素，由胰島β細胞分泌。弗雷德里克·格蘭特·班廷和約翰·麥克勞德兩人曾因發現胰島素在1923年獲得諾貝爾生理醫學獎。胰島素由兩條肽鏈組成，分別是由21個氨基酸殘基組成的A鏈和由30個氨基酸殘基組成的B鏈。A鏈和B鏈之間通過二硫鍵連結。胰島素在血糖濃度調控過程中扮演着重要的角色。胰島素合成分泌異常是1型糖尿病的誘因，而1型糖尿病的治療方法則是爲病人注射胰島素。在很長一段時間裏，胰島素都只能從動物胰腺中分離，胰島素的收率很低，且價格昂貴。人胰島素與牛、豬等動物的胰島素結構相似，但有少數幾個氨基酸殘基不同，一部分人在注射牛、豬等動物源胰島素後可能發生過敏等不良反應。
1955年，英國生物化學家弗雷德里克·桑格對胰島素進行了測序，獲得了其氨基酸序列（即一級結構）。因爲這項工作，桑格獲得了1958年的諾貝爾化學獎。第一個體外合成的多肽是由8個氨基酸組成的催產素。這項工作的主導者文森特·迪維尼奧於1955年獲得諾貝爾化學獎。

## 歷史
1958年，北京大學和中科院上海生物化學研究所決定上馬人工合成蛋白質的研究項目，旨在使中華人民共和國成爲第一個有能力全合成蛋白質的國家。當時，中國大陸正處於大躍進運動中，而這項研究也得到了北京政府的支持。
當時，中國的工業並不發達，許多生化試劑供應緊張。爲了解決生化試劑的供應問題，上海生物化學研究所在1959年開辦了「東風廠」，生產氨基酸等化學試劑。
但在研究項目開始後不久，整個工程很快就被政治化。在1960年，曾一度有數百人參加該項目。當時的方針被稱爲「大兵團作戰」，許多缺乏經驗的畢業生及在讀本科生也參與到了研究項目中。因爲條件惡劣，許多人患上了肺結核等疾病。大兵團作戰使研究工作變得無序而且混亂。到1960年下半年，該工程已耗費了不少的資金，但卻並沒有獲得太多進展。同時，1960年，中國大陸開始陷入經濟危機中。因爲資金的短缺，有關方面曾一度想終止該項目，但該項目此時獲得了時任中華人民共和國國務院副總理聶榮臻的支持。隨後，整個項目組重組爲一個由來自北京大學、中科院上海有機化學研究所、中科院上海生化所的20到30名研究人員組成的小團隊。其中，鈕經義領導的團隊負責牛胰島素B鏈的合成、鄒承魯領導的團隊負責研究A鏈和B鏈的重組方法，A鏈的合成則是由一支北京大學和上海有機化學研究所的研究人員組成的團隊負責。
1963年，西德亞琛工業大學的赫尔穆特·赞恩團隊和美國匹茲堡大學的帕纳约蒂斯·凯聪恩尼斯團隊先後獨立報導了他們成功在體外合成胰島素的成果。然而，他們合成的胰島素活性低，也無法形成結晶，注射到小鼠體內也不能使小鼠驚厥。不過，赞恩和凯聪恩尼斯的研究成果確實使中國的研究團隊倍感壓力，因爲其他國家的團隊很可能會搶在他們之前找到合成結晶胰島素的方法。
由鄒承魯領導的研究團隊在1959年就發現了一個可以使胰島素A鏈和B鏈在體外重組成胰島素的方法。然而，因爲政治上的原因（有關方面認爲這項成果發表後，西方國家就會藉助這項成果搶先合成胰島素），他們未能獲批發表這項成果。直到迪克森（Dixon）和沃德洛（Wardlaw）於1960年在《自然》（Nature）雜誌上報導了他們在胰島素A鏈和B鏈體外重組上的研究成果後，鄒承魯的研究團隊才獲准在1961年的英文版《中國科學》雜誌（Scientia Sinica）上發表他們的研究論文。這篇論文中提到，他們的重組方法比迪克森和沃德洛的方法效率更高。最後用於重組出人工合成結晶牛胰島素分子的重組方法是在1963年發現的。但爲了防止其他國家的課題組利用這項成果搶先得到結晶牛胰島素，新的方法並沒有發表。1964年，鈕經義領導的研究團隊成功在體外全合成牛胰島素B鏈。研究人員隨後成功用人工合成的B鏈和天然牛胰島素的A鏈在體外重組出牛胰島素分子。然而，A鏈的合成相比之下並不順利，到1965年3月也沒有取得突破。當月，研究人員決定改變A鏈最後12個氨基酸殘基的肽段的合成途徑。5月，研究人員用新的方法成功合成了A鏈。
隨後，由杜雨蒼、張偉君和施溥濤組成的團隊開始嘗試在體外將人工合成的A鏈和B鏈重組成結晶牛胰島素。最開始實驗並不順利。雖然先前的實驗結果表明天然的A鏈和人工合成的B鏈已經能在體外重組成具有高活性的結晶牛胰島素，但用人工合成的A鏈和B鏈重組得到的胰島素分子相比天然胰島素只有0.7%的活性，注射到小鼠體內也不產生驚厥，這說明他們得到的胰島素分子沒有生物活性。隨後，杜雨蒼對重組方法進行了改進。最後，使用杜雨蒼改進過的方法，在1965年9月17日，經過14天冰箱中的冷凍，裝有重組分子的小管中已可以觀察到牛胰島素的結晶。進一步實驗表明，這種重組的牛胰島素分子的水溶液在注射到小鼠體內後，確實可以引發小鼠的驚厥。至此，研究團隊成功獲得了在體外人工全合成的、具有生物活性的結晶牛胰島素。
1965年11月，由中科院副院長吴有訓主持的成果鑑定會召開。會議後，因爲汪猷等研究者認爲實驗結果還需要經過進一步驗證，研究團隊只在當月於《中國科學》雜誌英文版發表了一篇簡報。1966年3月，在完成包括層析、電泳、酶解分析等一系列補充實驗後，研究團隊向《中國科學》英文版雜誌投遞了關於人工合成結晶牛胰島素的論文。該論文於1966年4月見刊。
中國成功合成結晶牛胰島素的消息在國際上造成了很大的影響。英國廣播公司（BBC）曾在黃金時段播報這一新聞。1966年4月，鄒承魯、王應睞、龔躍亭三人在於波蘭華沙召開的歐洲生化聯合會（Federation of European Biochemical Societies，FEBS）第三次會議上報告了這一成果。弗雷德里克·桑格參加了這一報告並表示這項工作十分有意義。1966年8月，《科學》就報導了人工合成結晶牛胰島素。
瑞典生物化学家、諾貝爾獎得主阿尔内·蒂塞利乌斯在1966年4月30日訪問北京使表現出他對人工合成結晶牛胰島素的強烈興趣。他認爲這項工作振奮人心。在得知中華人民共和國成功試爆原子彈後，他評論道：「製造原子彈是可以從書本上學到的，但合成結晶牛胰島素卻不能。」1966年下半年，同樣是諾貝爾獎得主的英國生化學家约翰·肯德鲁在訪問中國北京時表示，合成結晶牛胰島素（在當時）是英國最知名的中國科學成就。

## 機制

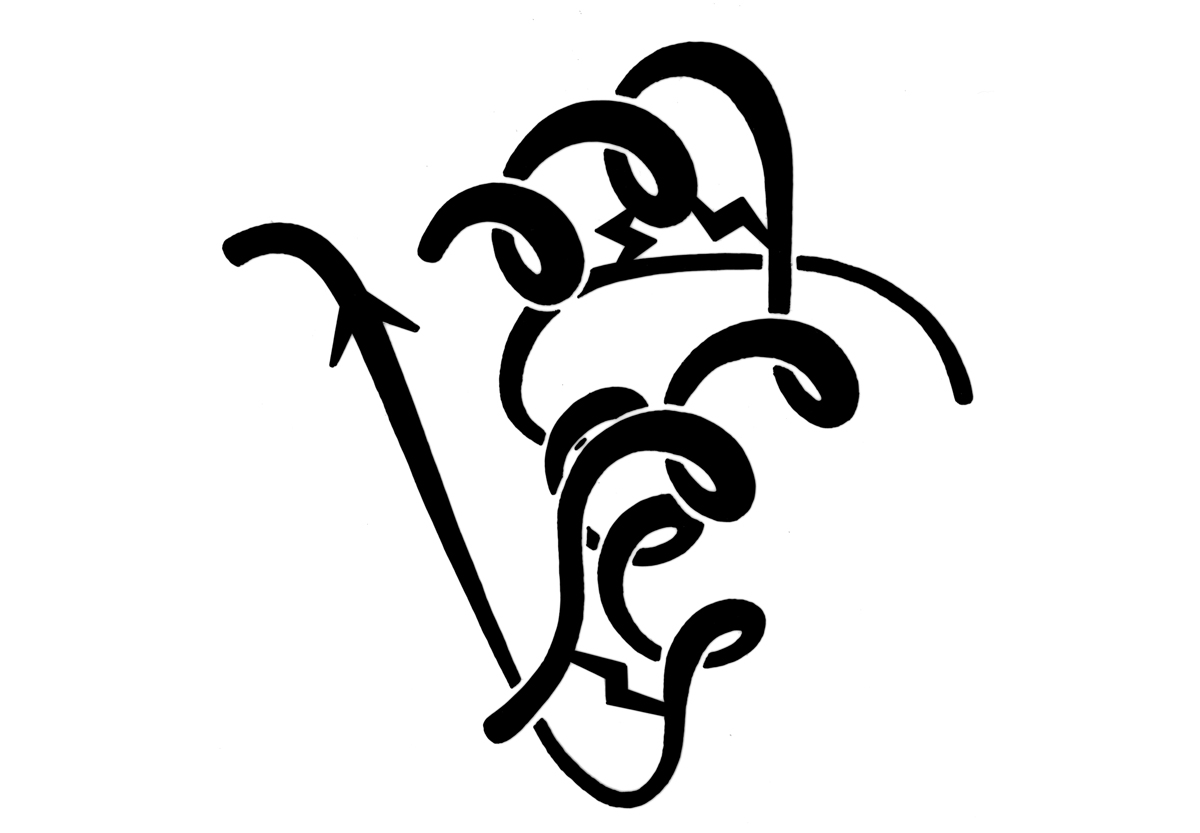
胰島素三維結構示意圖

研究者將人工合成結晶牛胰島素的工作分成了三個部分。第一部分和第二部分分別是人工合成牛胰島素A鏈和B鏈。第三部分是在體外將A鏈和B鏈重組爲牛胰島素分子。在合成A鏈和B鏈的方法上，研究人員選擇將A鏈和B鏈分別拆分爲數個較容易合成的片段。先合成這些肽段，最後再將這些片段連成完整的A鏈和B鏈。爲了防止氨基酸的氧化，合成過程中所用的部分氨基酸側鏈加上了保護性的基團，但最終得到的A鏈和B鏈並不含有這些保護性基團，因爲中間的反應步驟會將這些保護性基團逐步除去。最後全合成的A鏈和B鏈使用鄒承魯團隊於1963年發現、杜雨蒼在1965年進行部分修改的方法進行重組。當時，研究者發現，胰島素的A鏈和B鏈在體外重組時，傾向於形成和天然胰島素一樣的二硫鍵、形成相同三維的結構。這一現象在20餘年後，也就是20世紀80年代才得到解釋，即兩條肽鏈形成天然胰島素的三維結構時，會處於能量最低的狀態，因而分子會自發形成這樣的結構。

## 諾貝爾獎提名及相關網路謠言
1972年，美籍華裔物理學家、諾貝爾物理學獎得主楊振寧在回中國大陸探親時向時任中華人民共和國國務院總理的周恩來提到，他願意在次年評選諾貝爾化學獎得主時向諾貝爾獎委員會提名人工合成結晶牛胰島素這項貢獻，但被周恩來婉拒。1973年，楊振寧在一封寫給時任中科院院長郭沫若的信中再次提到，他願意向諾貝爾獎委員會提名人工合成結晶牛胰島素這項貢獻，但在當局討論後，最後仍然決定謝絕提名。普遍認爲這兩次拒絕提名是因爲當時中國正處於文革的特殊政治環境中。
1976年，文革結束。1977年，一名澳洲科學家在錢三強隨團訪問澳洲時向他提出，人工合成結晶牛胰島素是一項諾貝爾獎級的成果。在1978年9月，楊振寧向鄧小平再次提出向諾貝爾獎委員會提名人工合成結晶牛胰島素。同時，時任上海生化所所長的王應睞也收到了諾貝爾化學獎委員會的信件，邀請他提名1979年的諾貝爾化學獎候選人。1978年12月，在上海召開了一次推選諾貝爾化學獎獲提名者的會議。最初，與會者希望推出四名對人工合成牛胰島素貢獻最大的科學家，即鄒承魯、鈕經義、季愛雪及汪猷。但考慮到諾貝爾化學獎每年得獎人數最多只能有3人的不成文規則，加上美國和西德的科學家也在相關領域做出了突出貢獻，最後決定只推出鈕經義一人。最後，王應睞、楊振寧，以及一名美國華裔科學家王浩三人同時向諾貝爾化學獎委員會提名鈕經義。但最後鈕經義未能獲得1979年的諾貝爾化學獎。
中國大陸的網路上流傳着許多關於人工合成結晶牛胰島素獲諾貝爾獎提名一事的謠言。比如，一些謠言稱北京在1966年因爲政治原因拒絕了當年對人工合成結晶牛胰島素的諾貝爾獎提名。另一些謠言稱，因爲中國向諾貝爾獎委員會提名了4人（亦有謠言稱中國提名了涉及人工合成結晶牛胰島素的所有人，包括清潔工），而諾貝爾化學獎的一條不成文規則是同一年最多只能有三人獲獎，最後提名被諾貝爾獎委員會否決。還有一些謠言稱未獲諾貝爾獎是因爲諾貝爾獎委員會歧視中國的科學家。
尽管中国大陆当局于1973年谢绝提名，但根据诺贝尔奖官网的提名数据库显示：1973年，来自中国上海的化学家YL Wang（即人工合成结晶牛胰岛素工作的组织者、上海生物化学研究所所长王应睐）获得诺贝尔化学奖提名，提名者为新加坡的化学家F·H·C·Kelly，是最早以中华人民共和国公民身份获得诺贝尔奖提名的人。